# شهرستان عشق‌آباد
شهرستان عشق‌آباد یکی از شهرستان‌های استان خراسان جنوبی ایران است. مرکز این شهرستان، شهر عشق‌آباد است.
این شهرستان در تاریخ ۱۶ خرداد ۱۴۰۳ از شهرستان طبس جدا شد و مستقل گردید.

## موقعیت جغرافیایی
شهرستان عشق‌آباد از شمال با شهرستان بردسکن استان خراسان رضوی، از شرق با شهرستان بشرویه، از غرب با شهرستان شاهرود استان سمنان و از جنوب غربی تا جنوب با شهرستان طبس همسایه است.

## تقسیمات کشوری
شهرستان عشق‌آباد دارای ۲ بخش، ۴ دهستان و ۱ شهر به شرح زیر است:
| بخش      | مرکز بخش | جمعیت بخش ۱۳۹۵ | نام دهستان | مرکز دهستان | جمعیت دهستان ۱۳۹۵ | شهر            | جمعیت شهر ۱۳۹۵ |
| -------- | -------- | -------------- | ---------- | ----------- | ----------------- | -------------- | -------------- |
| مرکزی    | عشق‌آباد  | ۸٬۱۸۰ نفر      | دستگردان   | هودر        | ۳٬۰۷۸ نفر         | عشق‌آباد        | ۳٬۹۶۵ نفر      |
| مرکزی    | عشق‌آباد  | ۸٬۱۸۰ نفر      | ده محمد    | ده محمد     | ۱٬۱۳۷ نفر         | عشق‌آباد        | ۳٬۹۶۵ نفر      |
| کوه یخاب | تپه طاق  | ۲٬۰۷۵ نفر      | کوه یخاب   | یخاب        | ۱٬۰۶۱ نفر         | ************** | ************** |
| کوه یخاب | تپه طاق  | ۲٬۰۷۵ نفر      | چاه مسافر  | چاه مسافر   | ۴۷۴ نفر           | ************** | ************** |

## جمعیت
بر پایه سرشماری عمومی نفوس و مسکن در سال ۱۳۹۵، جمعیت شهرستان عشق‌آباد برابر با ۱۰٬۲۵۵ نفر بوده است.